# Stanisław Michowski
Stanisław Michowski (ur. 23 października?/5 listopada 1900 w Innokientiewskoj k. Irkucka, zm. 7 sierpnia 1952 w Warszawie) – podpułkownik, pilot Wojska Polskiego.

## Życiorys
Był synem Józefa i Kazimiery. Jego ojciec pracował od 1884 na Syberii jako urzędnik przy budowie kolei syberyjskiej i chińsko-mandżurskiej. Stanisław rozpoczął naukę w polskiej szkole powszechnej w Harbinie, a kontynuował w gimnazjum rosyjskim, maturę zdał w 1919. Mieszkał we Władywostoku, następnie w Harbinie, a od 1920 w Szanghaju, tu pracował w firmie angielskiej. W czerwcu 1922 przez Francję wrócił do Polski, rozpoczął studia na Wydziale Prawa i Nauk Politycznych UW. 
Dwa lata później wstąpił do Szkoły Podchorążych Piechoty w Warszawie, a po jej ukończeniu był dowódcą drużyny i plutonu w 65 pp. W 1925 został przyjęty do Oficerskiej Szkoły Lotnictwa w Grudziądzu, (przeniesionej następnie do Dęblina), ukończył ją jako obserwator. 27 lutego 1928 Prezydent RP mianował go podporucznikiem ze starszeństwem z 15 lutego 1928 roku i 25. lokatą w korpusie oficerów lotnictwa, a Minister Spraw Wojskowych wcielił do 3 pułku lotniczego w Poznaniu. 2 grudnia 1930 został mianowany porucznikiem ze starszeństwem z dniem 1 stycznia 1931 i 23. lokatą w korpusie oficerów aeronatycznych. W styczniu 1934 ogłoszono jego przeniesienie do Centrum Wyszkolenia Oficerów Lotnictwa w Dęblinie. Na stopień kapitana został mianowany ze starszeństwem z 1 stycznia 1936 i 22. lokatą w korpusie oficerów aeronautyki (od 1937 korpus oficerów lotnictwa, grupa liniowa). W 1938 został powołany do Wyższej Szkoły Lotniczej w Warszawie, w charakterze słuchacza III Kursu 1938/1939.
W kampanii wrześniowej 1939 w Brygadzie Bombowej jako oficer informacyjny, internowany w Rumunii. W październiku 1939 uciekł z obozu dla internowanych w Tulcea i przez Maltę trafił do Francji. Tu najpierw w Centrum Wyszkolenia Lotnictwa pod Lyonem, a od marca 1940 – p.o. dowódca eskadry w I dywizjonie bombowym w Clermont-Ferrand. W połowie tego roku – w 305 dywizjonie bombowym Ziemi Wielkopolskiej im. Marszałka Józefa Piłsudskiego jako obserwator. Brał udział w 26 lotach bojowych nad Niemcy, Francję, Włochy. W marcu 1943 wykładowca w Wyższej Szkole Lotniczej przy Wyższej Szkole Wojennej w Peebles, gdzie uczył do maja 1946.
9 maja 1947 powrócił do kraju, by połączyć się z najbliższymi, którzy przeżyli Oświęcim. W październiku 1947 rozpoczął pracę w Oddziale II Sztabu Generalnego WP w sekcji sił lotniczych. W 1948 awansowany do stopnia ppłk. W kwietniu 1950 przeniesiony do rezerwy, gdyż jak opiniowano ze względu na służbę w armii sanacyjnej przed wojną, a w czasie wojny w armiach imperialistycznych nie mógł pracować nadal w Odrodzonym WP. Aresztowany 28 listopada 1951 i oskarżony wraz z ośmioma oficerami lotnictwa o tzw. spisek w wojsku. 13 maja 1952 skazany został wraz z pułkownikami Bernardem Adameckim, Augustem Menczakiem, Józefem Jungravem, Szczepanem Ścibiorem i Władysławem Minakowskim przez NSW 5/52 pod przewodnictwem płk Piotra Parzenieckiego, nr sprawy Zg.R.7/52, na podstawie art. 86 §1, 2 KKWP na karę śmierci. Prezydent Bierut nie skorzystał z prawa łaski. Stracony 7 sierpnia 1952.
Upubliczniony w 1999 raport tzw. Komisji Mazura wymienia go (pod nazwiskiem Michnowski) jako bezzasadnie skazanego na śmierć. Jego szczątki zostały w maju 2017 odnalezione w wyniku prac prowadzonych przez Instytut Pamięci Narodowej na Cmentarzu Wojskowym na Powązkach w Warszawie w Kwaterze na Łączce, a o ich identyfikacji poinformowano oficjalnie 1 lutego 2018.

## Ordery i odznaczenia
- Krzyż Srebrny Orderu Wojskowego Virtuti Militari nr 8293[9]
- Krzyż Walecznych (trzykrotnie)
- Medal Lotniczy (trzykrotnie)
- Srebrny Krzyż Zasługi (15 października 1937)[10][5]